# Кристијан Лејтнер
Кристијан Доналд Лејтнер (енгл. Christian Donald Laettner; Ангола, Њујорк, 17. август 1969) бивши је амерички кошаркаш и кошаркашки тренер. Играо је на позицијама крилног центра и центра.
На НБА драфту 1992. одабрали су га Минесота тимбервулвси као 3. пика.

## Успеси

### Репрезентативни
- Олимпијске игре:  1992.
- Светско првенство у кошарци:  1990.
- Америчко првенство:  1992,  1989.
- Панамеричке игре:  1991.
- Игре добре воље:  1990.

### Појединачни
- НБА Ол-стар меч (1): 1997.
- Идеални тим новајлија НБА — прва постава (1): 1992/93.